# 弾性軟骨
弾性軟骨（だんせいなんこつ、英:elastic cartilage）とは外耳道、耳管、耳介軟骨、喉頭蓋軟骨などを構成する軟骨。軟骨基質は弾性線維で構成されているので弾力を持っている。新鮮なものは黄色く見えるので黄色弾性軟骨とも呼ばれる。オルセイン染色標本では青紫色に染まった無数の弾性線維が走っているのが観察される。特に細胞の周辺に多く密集していて軟骨膜に近づくとまばらとなる。損傷部は線維性組織に置換する。